# Астория-бульвар (линия Астория, Би-эм-ти)
|   |   |   |   |   |   |   |
| · | · | · | · | · | · | · |

|   |   |   |   |   |   |   |
| · | · | · | · | · | · | · |

«Астория-бульвар» (англ. Astoria Boulevard) — станция Нью-Йоркского метрополитена, расположенная на линии Астория, Би-эм-ти. Станция находится в Куинсе, в округе Астория, на пересечении Бульвара Астория с 31-й улицей. На станции останавливаются маршруты N (круглосуточно) и W (в будни днём и вечером до 23:00).
Станция эстакадная, расположена на трёхпутном участке линии. Представлена двумя островными платформами. Центральный экспресс-путь сейчас не используется для маршрутного движения поездов. Платформы по всей длине имеют навес, поддерживаемый двумя рядами колонн. Скамейки на восточной (на Астория — Дитмарс-бульвар) платформе ограждены с трёх сторон невысоким забором.
Станция имеет два выхода. Первый выход расположен в северной части платформ и приводит к Хойт стрит, второй, расположенный в южной части — к Бульвару Астория. Оба выхода представлены мезонинами с турникетным залом, а также лестницами. Переход между платформами осуществляется тоже через мезонин. Рядом со станцией расположены: Мост Хэл Гейт, Мост Трайборо и Гранд Централ Парквэй.
До 1949 года часть BMT Astoria Line использовалась двумя компаниями — IRT и BMT, равно как и IRT Flushing Line. Некоторое время станция даже была разделена на две части, на одной из которых останавливались поезда IRT, на другой — BMT. Этот режим работы был характерен для всех станций «двойного использования».
- Проход в мезонин
- Вид с моста Трайборо
- Новый лифт